# Торопа
Торопа (рус. Торопа) река је на северозападу европског дела Руске Федерације. Протиче преко територије Андреапољског, Торопечког и Западнодвинског рејона на западу Тверске области. Десна је притока Западне Двине и део басена Балтичког мора.
Извире у западним деловима Валдајског побрђа, на западу Андреапољског рејона. Укупна дужина водотока је 174 km, површина сливног подручја је 1.950 km², док је просечан проток 14 m³/s. Река је под ледом од средине новембра до почетка априла. У горњем делу тока протиче кроз бројна језера, од којих су највећа Кудинско, Соломено и Заликовско. Ширина корита је између 30 и 40 метара.
Од већих насеља на њеним обалама су град Торопец и варошица Стараја Торопа.